# Mésange d'Iran
Poecile hyrcanus
Espèce
Statut de conservation UICN

LC : Préoccupation mineure
La Mésange d'Iran (Poecile hyrcanus) est une espèce d'oiseaux de la famille des Paridae. 

## Répartition
Cet oiseau se rencontre en Azerbaïdjan et en Iran.

## Systématique
Le nom valide complet (avec auteur) de ce taxon est Poecile hyrcanus Zaroudny & Loudon, 1905.
Ce taxon porte en français le nom vernaculaire ou normalisé suivant : Mésange d’Iran.